# Al-Adil II.
Al-Adil II., mit vollem Namen Saif ad-Din al-Malik al-Adil Abu Bakr ibn Nasir ad-Din Muhammad (arabisch سيف الدين الملك العادل أبو بكر بن ناصر الدين محمد, DMG Saif ad-Dīn al-Malik al-ʿĀdil Abū Bakr b. Nāṣir ad-Dīn Muḥammad; * 1222; † 1248), war von 1238 bis 1240 der fünfte Sultan der Ayyubiden in Ägypten.
Al-Adil II. war ein Sohn des Sultans al-Kamil. Nach dessen Tod im Jahre 1238 wurde er im Alter von 18 Jahren Sultan von Kairo. In der Folgezeit brachen erneut heftige Machtkämpfe unter den Ayyubiden aus. Ihm gelang es nicht, sich gegen seine Verwandten in Syrien durchzusetzen. Die Schwächung der Ayyubiden durch den Bürgerkrieg wurde von den Mongolen zur Eroberung des Nordiraks genutzt. Außerdem kam 1239, pünktlich zum Auslaufen des Friedens von Jaffa im Königreich Jerusalem ein Kreuzzugsheer unter Theobald IV. von Champagne (Kreuzzug der Barone) an, das Askalon besetzte und schließlich wiederbefestigte. In den innerislamischen Machtkämpfen setzte sich letztlich al-Adils Halbbruder as-Salih Ayyub durch. Laut Runciman hatte al-Adil II. seine Minister vor den Kopf gestoßen, indem er die Regierung einem jungen Schwarzen anvertraute, dem seine Liebe galt. Nachdem er durch eine Verschwörung Ende Mai oder Anfang Juni 1240 abgesetzt worden war, übernahm as-Salih Ayyub den ägyptischen Thron.
Al-Adil II. blieb in Gefangenschaft, bis er 1248 starb. Laut Abu l-Fida hinterließ er einen minderjährigen Sohn namens al-Mughīth Fath ad-Dīn ʿUmar.